# Lotte Cinema
Lotte Shopping Co., Ltd. Lotte Cinema (Hangul: 롯데쇼핑㈜롯데시네마) là một chuỗi các rạp chiếu phim ở Hàn Quốc. Lotte Cinema được thành lập vào năm 1999 và là nơi diễn ra nhiều sự kiện tại Hàn Quốc.
Tính đến tháng 1 năm 2018, 112 chi nhánh tại Hàn Quốc đang hoạt động hoặc dự kiến sẽ mở. Bộ phận kinh doanh hiện tại sẽ được tách ra thành Lotte Cinema Co., Ltd. trong tương lai. Kể từ tháng 9 năm 2003, Bộ phận Kinh doanh Điện ảnh của Lotte Shopping đã tham gia vào việc lập kế hoạch và sản xuất các phim mua từ nước ngoài, phân phối, đầu tư các dự án và biểu diễn dưới tên Lotte Entertainment. 

## Lịch sử
Lotte Cinema được thành lập vào ngày 9 tháng 9 năm 1999 và được điều hành bởi Bộ phận Điện ảnh của Lotte Shopping Co., Ltd. Lotte Cinema Co., Ltd. là một công ty độc lập, mới được thành lập vào ngày 14 tháng 6 năm 2017, và được điều hành bởi Bộ phận Kinh doanh Điện ảnh của Lotte Shopping Co.,. Ban đầu, Trụ sở Kinh doanh Điện ảnh của Lotte Shopping dự kiến được chuyển giao cho Lotte Cinema Co., Ltd. vào ngày 1 tháng 9 năm 2017. Tuy nhiên, sau phán quyết của tòa án Hàn Quốc, việc chuyển giao đã bị trì hoãn.
Lotte Cinema Store lần đầu tiên được khai trương tại Lotte Cinema bên trong Lotte Department Store ở khu Ganghwa, thành phố Goyang, tỉnh Gyeonggi vào tháng 10 năm 1999, nó sáp nhập với Lafesta Pavilion gần phía nam chi nhánh Lotte Department Store Ilsan. Khởi đầu với Lotte Cinema Daejeon vào tháng 5 năm 2000, nó đã hình thành một mạng lưới trên toàn quốc.

## Rạp chiếu phim đặc biệt
- SUPER PLEX G Là màn hình lớn nhất thế giới (34m x 13,8m) được liệt kê trong Sách Kỷ lục Guinness. Đây là rạp chiếu phim với hệ thống âm thanh Dolby ATMOS và hệ thống chiếu phim 4K đầu tiên ở châu Á. Nó được áp dụng ở Lotte World Tower.
- SUPER PLEX Là rạp chiếu phim với hệ thống âm thanh Dolby ATMOS và một màn hình lớn. (Gwangbok 8 & 9 Pavilion / Suwon 1 Pavilion / Gwangmyeong Outlet 1 Pavilion / Merchant 7 Pavilion / Cheongju Lava Pavilion / Eunpyeong 8 Pavilion)
- SUPER S (Lotte World Tower / Centum City)
- SUPER 4D Người xem có thể thực sự trải nghiệm những hiệu ứng khác nhau. (Nowon Pavilion 7 / Gongnyeongri Pavilion 3 / Gimpo Airport Pavilion 2 / Ulsan 8th Pavilion 6 / Western Cheongju 6 Pavilion 6 / Pyeongchon Pavilion 7 / World Tower 19 Pavilion / Suwon 7 Pavilion)
- SUPER VIBE Là rạp chiếu phim với một loa trầm ở phía sau và ở giữa rạp, giúp người xem tận hưởng giải trí trực quan và cơ thể. (Gassan Digital 2 Pavilion / Gunsan Entrance 5, 6 Pavilion / Jinhae / Ulsan / Pyeongchon 7 Pavilion)